# Alceu Barroso de Carvalho
Alceu Barroso de Carvalho (Jaú, 24 de julho de 1923 — 30 de julho de 1999) era um advogado e político brasileiro.
Filho de Júlio de Carvalho e de Leonor Barroso de Carvalho. Casou com Maria Ferrari de Carvalho.
Foi vereador de Birigüi, e em 1958 vice-prefeito do município. Foi eleito deputado estadual por São Paulo nas 1962 para a 42.ª legislatura e nas Eleições estaduais em São Paulo em 1966.